# Cavolinia
Cavolinia is een geslacht van weekdieren uit de klasse van de Gastropoda (slakken).

## Soorten
- Cavolinia gibbosa (d'Orbigny, 1834)
- Cavolinia globulosa Gray, 1850
- Cavolinia inflexa (Lesueur, 1813)
- Cavolinia labiata (d'Orbigny, 1834)
- Cavolinia tridentata (Forsskål in Niebuhr, 1775)
- Cavolinia uncinata (d'Orbigny, 1834)